# Elefántos kaland
Az Elefántos kaland (eredeti cím: Hitpig!) 2024-ben bemutatott koprodukciós 3D-s számítógépes animációs filmvígjáték, amelyet David Feiss és Cinzia Angelini rendezett, Berkeley Breathed Pete & Pickles című könyve alapján.
Az Amerikai Egyesült Államokban 2024. november 1-jén, Magyarországon 2025. május 1-jén mutatták be a mozikban.

## Cselekmény
A Hitpig egy tantropomorf disznó, akit Bertha fejvadász nevelt fel, és aki eltűnt háziállatokat juttat vissza a gazdáikhoz. Amikor Berthát felfalja egy krokodil, Hitpig traumatizálódik az eseménytől, de tovább folytatja Bertha munkáját, nagy értékű szökevény állatok elfogadását vállalva pénzjutalomért.
Egy éjszaka egy Pickles nevű elefánt Letícia dos Anjos állatvédő segítségével megszökik a Leapin’ Lord of the Leotard felügyelete alól, ő egy gazdag, de sikertelen Las Vegas-i showman. Amikor a Leapin’ Lord felfedezi Pickles szökését, felkeresi Hitpiget, hogy fogja el az elefántot a nagy műsor előtt, amit néhány napon belül tervez megnyitni. Hitpig az egymillió dolláros vérdíj hallatán elfogadja az ajánlatot.
Letícia Londonba viszi Picklest, azzal a szándékkal, hogy továbbküldje Indiába, hogy megtalálja a családját. Hitpignek sikerül nyomon követnie Picklest, és elnyeri a bizalmát, amikor az tévesen azt hiszi, hogy Hitpig Letícia szövetségese. Azonban Hitpig furgonját elszállítják, így ketten kénytelenek repülővel visszautazni Las Vegasba. A repülőn Letícia észreveszi Hitpiget, és dartcsatába kezdenek Pickles miatt, aki véletlenül kinyitja a gép hátsó ajtaját. Hitpig és Pickles kirepülnek a repülőből, és egy út menti motelben landolnak. A páros egy rögtönzött járművet épít, hogy visszajussanak Las Vegasba, ám letérnek az útról, amikor egy hőlégballon-fesztivál elvonja Pickles figyelmét, így Hitpig kénytelen utánaeredni. Végül úgy döntenek, hogy egy hőlégballonnal folytatják útjukat.
San Franciscóban kötnek ki, ahol lezuhannak egy főzőműsor forgatásának helyszínére. Pickles az ormányát kézként használva segít Hitpignek győzni, miután annak eltörik a keze. Ahogy Hitpig egyre bonyolultabb érzéseket kezd táplálni Pickles iránt, álmot lát Bertháról, aki elmagyarázza neki, hogy a segítségnyújtás volt a fejvadászat legjutalmazóbb része. Hitpig ezután megmenti Picklest a fulladástól egy elárasztott házban, amikor az ormányába fújva juttat neki levegőt.
Másnap a Leapin' Lord rátalál Hitpigre és Picklesre, és felfedi Pickles előtt az igazságot Hitpigről, aki még mindig azt hiszi, hogy Indiába akarja vinni. A Leapin’ Lord rákényszeríti Hitpiget, hogy fogadja el a vérdíjat. Amikor Hitpig visszautasítja, a férfi Fluffyval, a házi krokodiljával fenyegeti meg – aki történetesen ugyanaz a krokodil, amelyik Berthát is felfalta – amitől Hitpig elájul. Miután magához tér, úgy dönt, megmenti Picklest. Letícia, aki megszerezte Hitpig furgonját, ragaszkodik hozzá, hogy segítsen, és csatlakozik hozzájuk több olyan állat is, akit korábban Hitpig fogott el, valamint a szuperhős kakas. A csapat elindul a Leapin’ Lord palotája felé, ahol kiderül, hogy az előadás részeként a palotát fellövik az űrbe, hogy Pickles sikeresen a Leapin’ Lord karjaiba ugorhasson.
Kakas és egy görény nukleáris erejű fingjai segítségével Hitpig és csapata utolérik a repülő palotát. Hitpig bejut a főszínpadra, hogy megmentse Picklest, de miközben Fluffyval küzd, a furgon leválik a palota bejárati nyílásáról, és Leapin' Lordot, Fluffyt és Hitpiget kilöki az űrbe. Amikor Hitpig kezd eltávolodni a világűrben, kakas megszerzi a furgont, visszakapcsolja a palotához, és megmenti Hitpiget. Hitpig biztonságban visszahozza a palotát a Földre. Később Hitpig elviszi Picklest Indiába.
Egy évvel később Hitpig Olaszországban nyit egy ételárus kocsit. Pickles, aki nem találta meg a családját Indiában, rábukkan az éttermére, és kijelenti, hogy Hitpig és barátai az igazi családja. Hitpig úgy dönt, hogy meghívja Picklest, csatlakozzon hozzá és Letíciához az állatmentésben, majd a furgonjukkal együtt elrepülnek. Közben Leapin’ Lord és Fluffy feljutnak az űrben a Nap felé, ahol nagyon gyorsan elpusztulnak.

## Szereplők
| Szereplő                               | Eredeti hang       | Magyar hang     |
| -------------------------------------- | ------------------ | --------------- |
| Hitpig, fejvadász disznó               | Jason Sudeikis     | Welker Gábor    |
| Pickles, elefánt                       | Lilly Singh        | Csuha Bori      |
| Leapin’ Lord, Las Vegas-i showman      | Rainn Wilson       | Fesztbaum Béla  |
| Letícia dos Anjos, állatvédő aktivista | Anitta             | Dobó Enikő      |
| Polecat, heterokrómiás görény          | RuPaul             | Dolmány Attila  |
| Bertha, Hitpig nevelőanyja             | Lorraine Ashbourne | Bánsági Ildikó  |
| híradós                                | Andy Serkis        |                 |
| Hitpig furgonja                        | Shelby Young       |                 |
| Lola, koala                            | Hannah Gadsby      | Czető Roland    |
| Kakas                                  | Charles Adler      | Makranczi Zalán |
| Rák                                    | Charles Adler      | Hamvas Dániel   |
| Emcee séf                              | Flavor Flav        |                 |

### Magyar változat
- Bemondó: Galambos Péter
- Magyar szöveg: Roatis Andrea
- Hangmérnök és vágó: Schmidt Zoltán
- Gyártásvezető: Masoll Ildikó
- Szinkronredező: Kemendi Balázs
- Produkciós vezető: Jávor Barbara

A szinkront a Direct Dub Studios készítette.

## A sorozat készítése
Az Elefántos kaland Berkeley Breathed 2008-as Pete & Pickles című gyerekkönyvének filmes adaptációjaként született meg. A film fejlesztése eredetileg 2014-ben kezdődött a DreamWorks Animationnél, de hamarosan elvetették. A film előtt Breathed már 2010-ben megpróbálta adaptálni a Pete & Picklest, mégpedig egy számítógépes animációs óvodás sorozatként a Technicolor közreműködésével.
2020-ban bejelentették, hogy a brit animációs cég, az Aniventure készíti el a filmet, Cinzia Angelini és Maurizio Parimbelli rendezésében. Nem sokkal később Parimbellit David Feiss váltotta. Az animációs munkát a Cinesite végezte a montréali és a vancouveri stúdióiban.
2020-ban azt is közölték, hogy Peter Dinklage, Lilly Singh, Rainn Wilson, RuPaul, Hannah Gadsby és Dany Boon csatlakoztak a szereplőgárdához. Amikor David Feiss lett a rendező, Boon távozott a projektből, és helyére Charles Adler került, aki Feiss korábbi Boci és Pipi munkatársa volt, és két másik szerepnek is kölcsönözte a hangját. 2022. március 8-án bejelentették, hogy Anitta szinkronizálja Letícia dos Anjos karakterét. 2024 májusában kiderült, hogy Jason Sudeikis szinkronizálja a címszereplőt, Peter Dinklage helyett, miközben a GFM Animation elindította a nemzetközi értékesítést. A film zenéjét Isabella Summers szerezte.